# Plouarzel
Plouarzel is een gemeente in het Franse departement Finistère (regio Bretagne) en telt 3150 inwoners (2005). De plaats maakt deel uit van het arrondissement Brest. Plouarzel telde op 1 januari 2022 3.987 inwoners.
In de gemeente, bij het Pointe Corsen, is een vestiging van de Franse kustreddingsdienst, het Centre régional opérationnel de surveillance et de sauvetage. Van hieruit worden alle kustreddingsacties tussen Mont-Saint-Michel en het Pointe de Penmarc'h gecoördineerd.

## Geografie
De gemeente ligt aan de zuidelijke oever van het estuarium Aber Ildut. Tussen de Aber Ildut en de kaap Pointe Corsen loopt de scheiding tussen Het Kanaal en de Atlantische Oceaan. Het Pointe Corsen is het meest westelijke punt van het vasteland van Frankrijk.
De oppervlakte van Plouarzel bedroeg op 1 januari 2022 42,83 vierkante kilometer; de bevolkingsdichtheid was toen 93,1 inwoners per km².

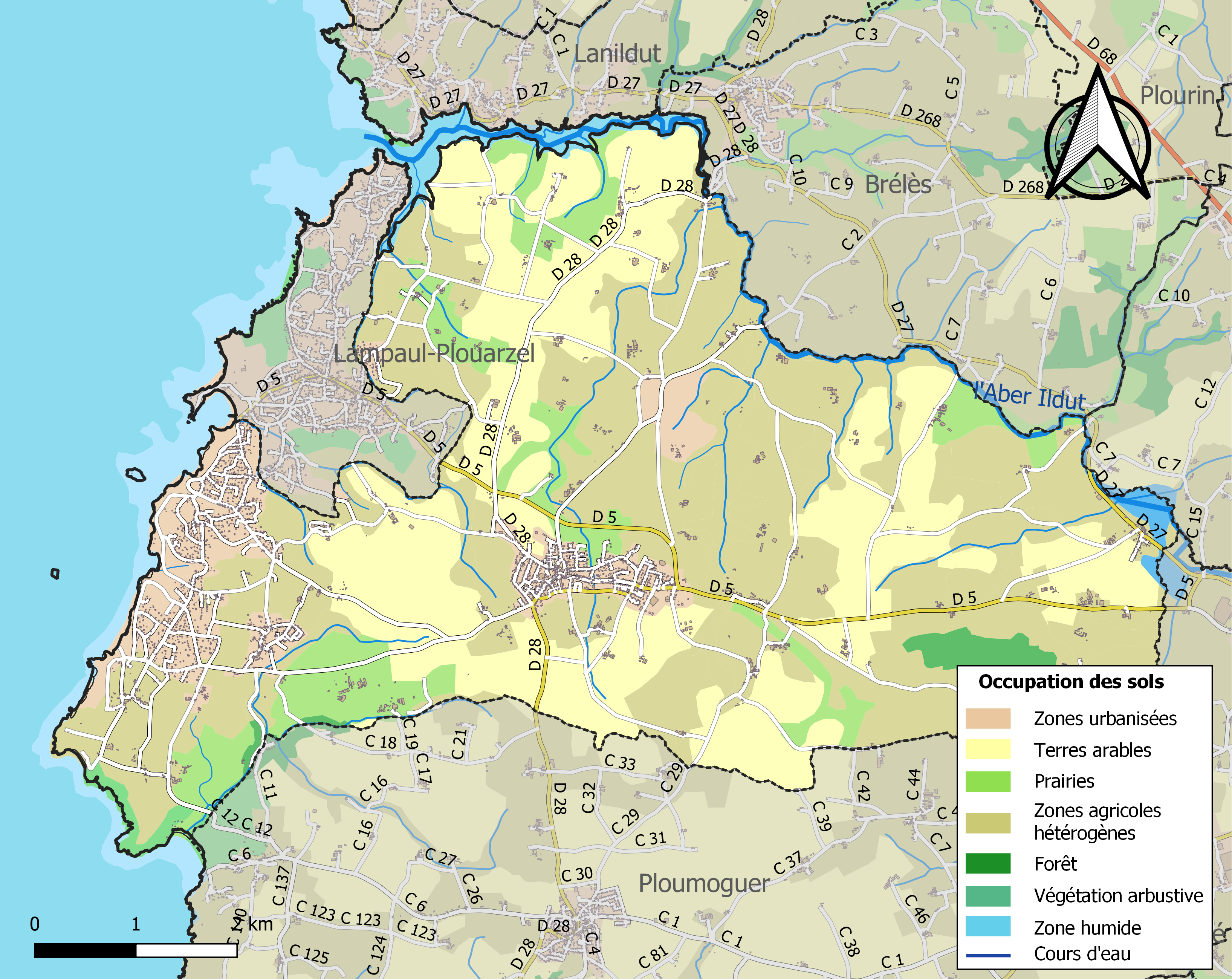
Kaart van de gemeente met belangrijkste infrastructuur, bodemgebruik en omliggende gemeenten

## Demografie
Onderstaande figuur toont het verloop van het inwonertal (bron: INSEE-tellingen).